# ペレアス
ペレアス（Pelleas、Pellias）卿は、アーサー王物語に登場する円卓の騎士の一人。「湖の乙女」と結婚したことで知られる。
マロリー版では、冒険中のガウェイン卿に出会い、エタードという乙女の仲をとりもってくれるように依頼するシーンが初登場。しかし、仲を取り持ってくれるはずだったガウェイン卿自身がエタードと同衾している姿を見て、ガウェイン卿をひどく憎むことになる。
この一件の後、悲しみのあまり放浪していたペレアス卿であったが、彼に恋をした「湖の乙女」が接近したことから、ペレアス卿は「湖の乙女」と愛し合うようになる。そして、ペレアス卿を愛した「湖の乙女」によって、馬上槍試合があるときはランスロット卿と同じ側につかない限り試合の場所にはつけない、つまりランスロット卿とは戦えないように魔法を掛けられる。ただし、ペレアス卿が弱いのかといえばそういうわけでもなく、彼が円卓の騎士に叙せられる直前の大会では、見事に優勝を果たしており、マロリーははっきりと「フランスの書物によれば、ガウェイン卿よりペレアス卿の方が強い」と記載している（マロリー版4巻18章）。
その後、とくに冒険をするなどの派手なエピソードはない。ただ、グィネヴィア王妃の誘拐に160人の騎士をつれて襲撃してきたメレアガンス卿に対し、最終的に敗れはしたものの、重傷を負いながらもペレアス卿はたった10人の騎士で抵抗している。このとき、その10人の騎士にはペレアス卿やアイアンサイド卿の他はあまり強い人物はおらず、もっぱらメレアガンス卿の騎士に打撃を与えたのはペレアス卿やアイアンサイド卿くらいのものであったという。
他の騎士が聖杯探求、あるいはランスロット卿のおこした内乱によって大勢死亡したのであるが、「湖の乙女」に愛されたペレアス卿は安楽な最期を迎えることができたという。